# Abbazia di Santa Maria Nuova
L'abbazia di Santa Maria Nuova si trova a Cagli, in Italia.

## Storia
Non si conosce la data di fondazione dell'abbazia il cui nome, Santa Maria Nuova, si direbbe legato alla ricostruzione della badia il cui periodo più fiorente andrebbe fissato, a quanto pare, alla metà del XII secolo. I monaci si mostrarono alquanto remissivi nei confronti del Comune di Cagli, tanto che fin dal 1217 assoggettarono a tale istituzione il castello di Monte l'Abbate ricevendo in cambio vari favori tra i quali il mantenimento e la difesa militare della fortificazione. L'abbazia perdeva gradatamente la sua autonomia fino a essere unita alla mensa vescovile cagliese intorno al 1515.
Dell'antica badia rimane la sola chiesa, il cui paramento murario esterno, specie sul lato sinistro, testimonia vari rifacimenti. Nel retro la chiesa oltre un campanile a vela presenta la grande monofora romanica che al mattino inonda di luce il presbiterio. L'interno a unica navata si presenta ora con capriate a vista essendo andata distrutta la volta probabilmente a curvatura sull'esempio della chiesa del monastero di Fonte Avellana. I lati maggiori del tempio, oltre la cornice lapidea che rimarca la linea d'imposta della volta, presentano incassate nello spessore delle murature le colonne che sostenevano gli archi delle navate laterali. Della complessa decorazione parietale, oltre le poche tracce nei sottarchi, rimane superstite un frammento d'affresco trecentesco raffigurante la Madonna in trono col Bambino. Il presbiterio, un tempo posto ad un livello più alto, per lungo tempo ha celato la presenza di una cripta la cui volta poggiava su di un'unica colonna centrale. Nel vano semicircolare sono raccolti numerosi reperti lapidei in buona parte d'epoca romana. La chiesa abbaziale è dominata dalla ferrigna mole del medioevale castello.